# Gesangverein „Germania“ Syke von 1846
Der Gesangverein „Germania“ Syke von 1846 war bis zum 21. Januar 2015 ein Gesangverein in der niedersächsischen Stadt Syke. Er gehörte zur Kreisgruppe Hache-Ochtum im Kreis-Chorverband Diepholz. Der Gesangverein war Mitglied im Chorverband Niedersachsen-Bremen, der wiederum unter dem Dach des Deutschen Chorverbandes fungiert.
Das Repertoire des gemischten Chores umfasste vor allem 3- und 4-stimmige Chorsätze in deutscher Sprache. Chorleiterin war von 2005 bis 2015 Daniela Predescu.

## Aktivitäten
Der Gesangverein erfreute alljährlich mit seinen Liedbeiträgen die Senioren der Stadt Syke, die Senioren der Syker evangelischen Kirchengemeinde und des DRK-Heimes in Syke. Er nahm auch regelmäßig an regionalen Chortreffen teil.
Darüber hinaus wurde die Geselligkeit gepflegt. Dazu gehörten seit vielen Jahren ein Tages-Ausflug mit oder ohne Stadtbesichtigung, das alljährliche Kohl- und Pinkelessen, das Spargelessen, ein Grillabend vor der Sommerpause und eine Weihnachtsfeier.

## Geschichte
Im Jahr 1846 wurde in Syke ein Männerchor unter dem Namen „M.G.V. Germania“ gegründet. Eine Neugründung erfolgte 1947 mit Erlaubnis der damaligen Militärregierung. Vorübergehend war er ein gemischter Chor, zwischenzeitlich (1976–83) ein reiner Frauenchor. Im Jahr 1996 konnte der Gesangverein sein 150-jähriges Bestehen feiern. Bis zum Jahr 2015 trat er unter dem Namen Gesangverein „Germania“ Syke von 1846 als gemischter Chor auf.

### Chorleiter und Chorleiterinnen
- 1846–1855: Lehrer und Kantor Lehmkuhl
- 1855–1869: Lehrer Siemers
- 1869–1871: Lehrer Hammer
- 1871–1877: Herr Heitmann
- 1877–1884: Herr Wolter
- 1884–1885: Herr Medel
- 1885–1926: Wilhelm Husmann
- 1927–1930: Fritz Willführ (er leitete auch den „Gemischten Chor“)
- 1930: Konrektor Haake
- 1930–1948: August Schaardt
- 1931 (für 2 Monate als Vertretung für August Schaardt): Lehrer a. D. Jordan
- 1948–1951: Mittelschullehrer Reinbacher
- 1951–1964: Alfred Rolappe (Rolappe war von 1955 bis 1964 auch Kreis-Chorleiter)
- 1964–1965: Herr Weber
- um 1967: Erich Staedler
- bis 1976: Herr Kluge
- 1976–1982: Herr Riedel – unter seiner Leitung gab es vorübergehend einen reinen Frauenchor
- 1983–1988: Martin Erbe – aus dem Frauenchor wurde wieder ein gemischter Chor
- 1988–1989: Steffen Pusch (Bremen)
- 1989: Frau Budach (Bremen) für 3 Monate
- 1989–1990: Willy Schubert (Bremen)
- 1990–2001: Irene Theilkuhl (* 5. Februar 1924; † 4. März 2010)
- 28. Okt. 2001 bis 25. Apr. 2002 Inge Bischoff als „Übergangs-Chorleiterin“
- 16. Mai 2002 bis 17. Febr. 2005 Christiane Fricke[3]
- 21. Mrz. 2005 bis 21. Jan. 2015: Daniela Predescu

### Erste(r) Vorsitzende(r)
- ab 1846: Hermann Hoopmann
- ab 1856: Uhrmacher Voß
- 1885, 1892: C. Korthauer
- 1904–1925: Friedrich Müller
- 1925–1927: Friedrich Bothe
- 1927–1929: Heinrich Oentrich
- ab 1929: Johann Reiners
- bis 1951: Friedrich Bothe
- 1951–1952: Thilo Casper
- 1952–1979: Henry Schmidt
- ab 1979: Ludwig Schierenbeck jr.
- dazwischen: Rita Rolappe
- 1995–2008: Georg Sulzbach
- 2008–2015: Jutta Scharnau

### Besondere Ereignisse
- 1853: Fahnenweihe – es war die erste Vereinsfestlichkeit im damaligen Flecken Syke
- 1871: 25-jähriges Jubiläum
- 1896: 50-jähriges Jubiläum
- 1921: 75-jähriges Jubiläum
- 1946: 100-jähriges Jubiläum
- 1953: 100-jähriges Fahnenjubiläum
- 1956: 110-jähriges Jubiläum
- 1957: dem Gesangverein wird vom Bundespräsidenten „als Auszeichnung für die in langjährigem Wirken erworbenen Verdienste um die Pflege der Chormusik und des deutschen Volksliedes“ die Zelter-Plakette (benannt nach Carl Friedrich Zelter (1758–1832), Gründer der ersten Liedertafel und Direktor der Sing-Akademie zu Berlin) verliehen
- 1971: 125-jähriges Jubiläum
- 1986: die Vereinsfahne wird im Rahmen einer Feier an das Kreismuseum in Syke übergeben
- 1996: Jubiläum 150 Jahre Gesangverein „Germania“ Syke mit Festkommers am 20. Oktober in Wessels Hotel (Syke) und einem Jubiläumskonzert am 27. Oktober im Theater der Stadt Syke
- 2015 (21. Januar): Der Gesangverein „Germania“ Syke hört auf zu existieren

### Führung der Vereinschronik
- 1948–1971: Christel Welling
- 1978–2002: Hilde Witte
- 2003–2007: Waltraud Nagel
- 2007–2008: Jutta Scharnau
- 2008–2012: Inge Gerken
- 2013 (bis 28. Febr.): Heinz-Hermann Böttcher
- 2013 bis 2015 (21. Jan.): Irma Keller

## Chronik des Gesangvereins “Germania”
Es liegen mehrere “Bücher” vor:
- Für die Jahre 1946 bis 1984 liegt eine von Christel Welling und Hilde Witte handschriftlich geführte Chronik vor. Sie umfasst 258 Seiten mit einem Anhang. Die Chronik beginnt mit einem “Vereinsbericht des M.G.V. “Germania” v. 1846 am 8. Febr. 1947 im Vereinslokal.” über das Jahr 1946 und endet mit einem Bericht über das Jahr 1984. Christel Welling hat die Chronik für die Jahre 1946–1970 (Seite 1–211) und Hilde Witte für die Jahre 1978–1984 (Seite 215–258) mit einer zusammenfassenden Rückschau über die Jahre 1971–1977 (Seite 213–214) geführt. Der Anhang (Seite 259–275) enthält 12 Zeitungsausschnitte und 4 – z. T. großformatige – Original-Fotos.
- Für die Jahre 1985 bis 2003 liegt eine von Hilde Witte und Waltraud Nagel handschriftlich geführte Chronik vor – insgesamt 264 Seiten. Hilde Witte hat die Chronik für die Jahre 1985–2002 (Seite 1–246) und Waltraud Nagel für das Jahr 2003 (Seite 247–264) geführt.
- Für die Jahre ab 2004 liegt eine von Waltraud Nagel, Jutta Scharnau und Inge Gerken handschriftlich geführte Chronik vor. Bis 2012 sind das insgesamt 119 Seiten. Waltraud Nagel hat die Chronik für die Jahre 2004–2007 (Seite 1–48), Jutta Scharnau für die Jahre 2007–2008 (Seite 48–61), Inge Gerken für die Jahre 2008–2012 (Seite 62–119),  Heinz-Hermann Böttcher für Januar–Februar 2013 und Irma Keller für 2013–2015 geführt.

## Dokumentationen
- Singen, klingen, Freude bringen. Gesangverein Germania von 1846 Syke und Plattdeutsch Chor „Syke un umto“. (CD). Die CD enthält 32 Chorstücke. Eigenproduktion 1996
- Manfred Barg: 1846 – 1996. 150 Jahre Gesangverein „Germania“ Syke. Vergangenheit und Gegenwart. Hrsg.: Gesangverein „Germania“ von 1846 Syke, Syke 1996 (48 + 4 Seiten mit 49 Abbildungen)
- Liedbeitrag „Weihnachten bin ich zu Haus“ zur CD SYKER WEIHNACHT. Weihnachten mit den Chören und Musikgruppen aus der Stadt Syke. 2010 (mit insgesamt 14 Musikbeiträgen. Das Booklet – 16 Seiten – enthält eine Kurz-Charakteristik des Gesangvereins Germania)
- Gesangverein „Germania“ Syke von 1846. 1.1. bis 31.12.2011. Dokumentation. Zusammenstellung/Redaktion: Heinz-Hermann Böttcher, Januar 2012
- Gesangverein „Germania“ Syke von 1846. 1.1. bis 31.12.2012. Dokumentation. Zusammenstellung/Redaktion: Heinz-Hermann Böttcher. Stand: 28. Februar 2013

## Vorstand desGesangvereins „Germania“ Syke von 1846im Jahr 2015 (bis 21. Jan.)
- 1. Vorsitzende und Pressesprecherin: Jutta Scharnau (seit 2008)
- 2. Vorsitzende: Britta Bischoff
- Schriftführer: Wilfried Kastens
- Kassenwart: Kurt Wohlers
- Notenwartin: Inge Meyer
- Führung der Chronik: Irma Keller
- Festausschuss/Beirat: Manfred Barg, Wilfried Kastens, Eduard Krämer, Kurt Wohlers